# シャーダル級戦車揚陸艦
シャーダル級戦車揚陸艦（英語: Shardul-class tank landing ship）は、インド海軍が運用する戦車揚陸艦の艦級。

## 設計･能力
本級はマガール級揚陸艦の発展型であり、エンジンなどの装備の約90%を国産化している。
艦内は465.8立方メートルの空間を確保しており、一個中隊相当の主力戦車や装甲戦闘車両10両程度を収納することが可能である。

## 同型艦
| #   | 艦名                       | 建造所                 | 就役           | 母港                 |
| --- | -------------------------- | ---------------------- | -------------- | -------------------- |
| L16 | シャーダル INS Shardul     | ガーデン・リーチ造船所 | 2007年 1月4日  | カルワー             |
| L15 | ケサリ INS Kesari          | ガーデン・リーチ造船所 | 2008年 4月5日  | ポートブレア         |
| L24 | アイラーヴァト INS Airavat | ガーデン・リーチ造船所 | 2009年 5月19日 | ヴィシャーカパトナム |